# Hipposideros caffer
El murciélago de Sundevall (Hipposideros caffer) es una especie de murciélago microquiróptero de la familia Hipposideridae. Es propio de África y la península arábiga.

## Descripción
Es un murciélago de pequeño tamaño, con el pelo dorsal largo y denso, y coloración variable, con ejemplares marrón amarillento o marrón grisáceo y otros casi blancos (principalmente en Namibia), pudiendo encontrarse dos coloraciones distintas dentro de una misma colonia. Tiene una lámina nasal redondeada por la parte superior, sin proyecciones verticales y que cubre el hocico. Las orejas son largas y puntiagudas, sin trago, y la cola no sobresale del uropatagio (membrana interfemoral). Las hembras tienen un par de falsos pezones en el pubis, siendo estos vestigiales en los machos.
Tiene una longitud total de 8 centímetros, con una envergadura de unos 20, y pesa unos 8 gramos.
El cráneo es de constitución frágil, con el rostro estrecho y su fórmula dentaria es la siguiente: (1/2, 1/1, 1/2, 3/3)= 28.

## Distribución y hábitat
Está ampliamente distribuido, encontrándose en África en algunas zonas del norte y en la mayor parte del continente al sur del sahara exceptuando las zonas selváticas de África central y en Asia en la península arábiga. Su área de distribución comprende Marruecos y el África occidental desde Senegal a Nigeria y Camerún, y el África oriental desde Sudán y Etiopía, a través de Kenia, Tanzania, Uganda y República Democrática del Congo, hasta Sudáfrica en el África austral, así como Angola. Su posible registro en Argelia y Liberia es dudoso. En Asia se distribuye en Arabia Saudita y en Yemen.
Habita sabanas y bosques ribereños, habitualmente asociado a ríos y otras fuentes de agua próximas a cuevas o edificios en los que poder refugiarse durante el día.

## Comportamiento
Es un murciélago ágil, aunque lento volador. Se refugia durante el día en cuevas, edificios abandonados, pozos, árboles huecos, azoteas o huecos entre rocas, concentrándose en grupos de una decena a varios centenares, aunque se ha registrado una colonia de hasta 500.000 ejemplares. Puede llegar a ser considerado una plaga en las azoteas de los edificios habitados debido al desagradable olor del guano. Habitualmente comparte su refugio con otras especies de los géneros Rhinolophus y Nycteris. No es una especie hibernante, aunque sufre cortos períodos de torpor. Emite llamadas de ecolocación a una frecuencia de entre 128 y 153 kHZ.

### Reproducción
Los sexos se separan al menos durante una parte del año. La especie es monoéstrica, aunque en algunas zonas de su distribución puede ser poliéstrica. La época de cría varía geográficamente, al norte del Ecuador tiene lugar en marzo y al sur en octubre, pariendo una sola cría.

### Alimentación
Su dieta se compone principalmente de lepidópteros, y en menor medida de coleópteros e isópteros.

## Subespecies
Se reconocen las siguientes subespecies:
- Hipposideros caffer caffer
- Hipposideros caffer angolensis
- Hipposideros caffer nanus
- Hipposideros caffer tephrus